# Ratt
Ratt – amerykański zespół glammetalowy.

## Historia
Zespół założył wokalista Stephen Pearcy w 1974 pod nazwą Crystal Pystal, zmienioną następnie na Buster Cherry, później na Mickey Ratt, ostatecznie skróconą w 1981 do Ratt. W 1983 grupa podpisała kontrakt z Time Coast Music, wydając minialbum Ratt, a rok później, nakładem Atlantic Records, pełnowymiarowy LP Out of the Cellar. Zarówno pierwszy, jak i następny album Invasion of Your Privacy (1985) odniosły sukces, zarówno wśród krytyków, jak i fanów. Kolejne albumy Dancing Undercover (1986) i Reach For The Sky (1988) spotkały się z negatywnymi reakcjami krytyków, odnosząc jednakże sukces komercyjny. Zespół zawiesił działalność w 1992, a członkowie zajęli się nowymi projektami muzycznymi. Reaktywacja miała miejsce w 1996, a w 1998 ukazał się nowy album studyjny zatytułowany Ratt. W 2000 Pearcy opuścił zespół i następnie działał pod nazwą „Ratt featuring Stephen Pearcy”. Pozostali muzycy działali pod nazwą Ratt z wokalistą Robertem Masonem. W 2006 Pearcy powrócił do składu. W 2010 ukazał się album Infestation. W tym samym roku zespół zawiesił działalność na dwa lata. W 2012 rozpoczął pracę nad nowym materiałem. W 2014 Stephen Pearcy ponownie opuścił zespół. Przez następne lata działały dwa zespoły pod nazwą Ratt, co stało się przedmiotem procesów sądowych.

## Muzycy

### Obecni
- Stephen Pearcy – wokal (1976–1992, 1996–2000, 2006–2014, 2016–)
- Warren DeMartini – gitara (1981–1992, 1996–2014, 2016–)
- Carlos Cavazo – gitara (2008–2014, 2016–)
- Juan Croucier – gitara basowa (1982–1983, 1983–1992, 2012–2014, 2016–)
- Jimmy DeGrasso – perkusja (2014, 2016–)

### Byli
- Jizzy Pearl – wokal (2000–2006)
- Robbin Crosby – gitara (1981–1991) (zm. 2002)
- John Corabi – gitara (2000–2008)
- Jake E. Lee – gitara (1980–1981)
- Chris Hanger – gitara (1976–1981)
- Keri Kelly – gitara (1999–2000)

### Dyskografia
- 1984: Out of the Cellar
- 1985: Invasion Of Your Privacy
- 1986: Dancing Undercover
- 1988: Reach For The Sky
- 1990: Detonator
- 1999: Ratt
- 2010: Infestation